# John Baptista Ashe (Politiker, 1748)

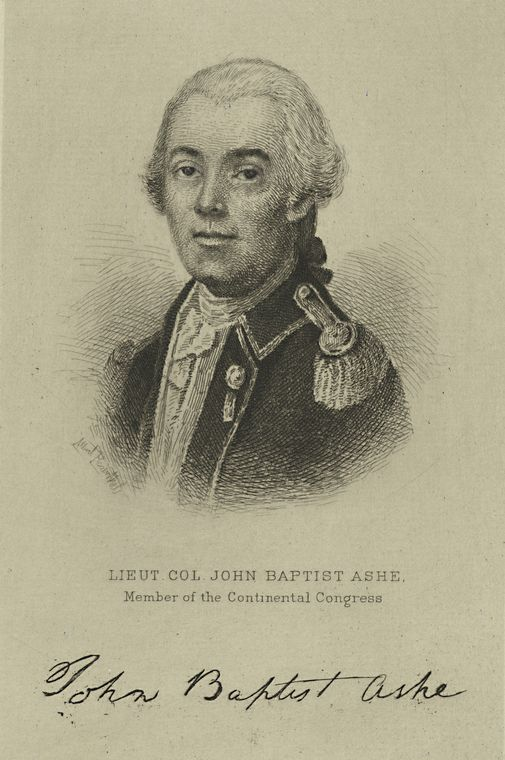
John Baptista Ashe

John Baptista Ashe (* 1748 in Rocky Point, Pender County, Province of North Carolina; † 27. November 1802 in Halifax, North Carolina) war ein US-amerikanischer Politiker. Zwischen 1790 und 1793 vertrat er den Bundesstaat North Carolina im US-Repräsentantenhaus. Zuvor war er im Jahr 1787 Delegierter zum Kontinentalkongress.

## Werdegang
John Ashe war der Sohn von  Gouverneur Samuel Ashe (1725–1813) und ein Onkel von Thomas Samuel Ashe (1812–1887) und William Shepperd Ashe (1814–1862), die beide Kongressabgeordnete für North Carolina waren. Ein weiterer Neffe war John Baptista Ashe (1810–1857), der für Tennessee im Kongress saß. Der ältere John Baptista Ashe wuchs während der britischen Kolonialzeit auf. Er genoss eine private Erziehung in seinem Elternhaus und betrieb danach eine Plantage. Während des Unabhängigkeitskrieges diente er in einer Einheit der Kontinentalarmee aus North Carolina. Er nahm an mehreren Schlachten teil und war auch im Winterquartier von Valley Forge dabei. Bei Kriegsende hatte er es bis zum Oberst gebracht.
Nach dem Krieg begann Ashe eine politische Laufbahn. Zwischen 1784 und 1786 war er Abgeordneter im Repräsentantenhaus von North Carolina, als dessen Speaker er im Jahr 1786 fungierte. 1787 nahm er an den Sitzungen des Kontinentalkongresses in New York teil. 1789 war er Mitglied der Versammlung, die für North Carolina die Verfassung der Vereinigten Staaten ratifizierte. Im selben Jahr gehörte er dem Senat von North Carolina ein. Ashe stand in Opposition zur Politik der Bundesregierung unter Präsident George Washington (Anti-Administration). Zwischen dem 24. März 1790 und dem 3. März 1793 vertrat er den ersten Wahlbezirk von North Carolina im US-Repräsentantenhaus.
Nach seinem Ausscheiden aus dem Kongress widmete sich John Ashe wieder seiner Plantage. Er war Sklavenhalter. Nach der Volkszählung von 1790 besaß er mindestens 63 Sklaven. Im Jahr 1795 wurde er erneut in den Staatssenat gewählt. 1802 gewann er die Gouverneurswahlen in North Carolina als Kandidat der Demokratisch-Republikanischen Partei mit 60:29 Prozent der Stimmen gegen den Föderalisten William Polk. Er verstarb jedoch vor seiner Amtseinführung am 27. November 1802.